# 帕森設計學院
帕森設計學院（英語：Parsons School of Design），是於1896年成立的藝術學校。帕森設計學院自1970年起便附屬於新學院，是私立藝術與設計學院協會的會員之一。
帕森設計學院的校園主要坐落於紐約格林威治村。該校為世界著名設計學府之一，根據2017年QS藝術與設計大學排名，帕森設計學院為世界排名第三，美國排名第一。根據2022年CEOWORLD藝術與設計大學排名，帕森設計學院為世界排名第四，美國排名第二。
帕森設計學院有約三千八百名大學生，以及超過四百名研究生。該校也提供專業進修課程與認證課程，以及高中生的週末與夏季學院先修課程。帕森設計學院除了紐約本部外，在巴黎也設有帕森設計學院分校，另外在世界各地像是日本、上海和多明尼加也有相關姐妹學校。

## 知名校友
帕森設計學院孕育了許多知名的藝術家與設計師。其中最著名的有艾未未、吳季剛、Julie Umerle、王大仁、唐娜·凱倫、史蒂文·梅索爾、蕭志美、打響Louis Vuitton路易威登的馬克·雅各斯、及身兼Gucci古馳和YSL創意總監的湯姆·福特等，亞洲的樂壇天后陳慧琳也是該校著名的畢業生。

## 相關連結
- （英文）Parsons The New School for Design （页面存档备份，存于）
- （英文）The New School （页面存档备份，存于）
- （英文）Parsons Community Portal
- （英文）Parsons Paris （页面存档备份，存于）
- （英文）Altos de Chavón School of Design （页面存档备份，存于）

40°44′07″N 73°59′39″W / 40.73528°N 73.99417°W